# طريقة بوجاكي - شامبين
طريقة بوجاكي-شامبين هي طريقة للحل العددي للمعادلات التفاضلية العادية، التي اقترحها برزيميسلاو بوجاكي و لورانس إف. شامبين في عام 1989 . وهي طريقة مماثلة في أساليب رينج-كوتا .

## خطوات طريقة بوجاكي-شامبين
هي إحدى طرق أساليب رونج-كوتا وهي عبارة عن ثلاث مراحل مع أربع خطوات ، بحيث يستخدم ما يقرب من ثلاثة تقييمات وظيفة في الخطوة. لديها طريقة ثانية من الدرجة الثانية التي يمكن استخدامها. توجد خطوات ذات طرق منخفضة الترتيب هي أكثر ملاءمة من طرق مرتفعة الترتيب مثل طريقة دورمند-برنس التي تحتوي خمسة مراحل، إلا إذا كان هناك حاجة لتقريب الخام إلى الحل. يجادل بوجاكي و شامبين أن أسلوبهم يتفوق على أساليب أخرى من الدرجة الثالثة مع طريقة جزءا لا يتجزأ من النظام اثنين.

## معادلات بوجاكي-شامبين
|  | 0   |      |     |     |     |
|  | 1/2 | 1/2  |     |     |     |
|  | 3/4 | 0    | 3/4 |     |     |
|  | 1   | 2/9  | 1/3 | 4/9 |     |
|  |     | 2/9  | 1/3 | 4/9 | 0   |
|  |     | 7/24 | 1/4 | 1/3 | 1/8 |

وبعد الترميز القياسي تكون المعادلة التفاضلية التي يتعين حلها على الشكل التالي :
{\displaystyle {\begin{aligned}k_{1}&=f(t_{n},y_{n})\\k_{2}&=f(t_{n}+{\tfrac {1}{2}}h_{n},y_{n}+{\tfrac {1}{2}}h_{n}k_{1})\\k_{3}&=f(t_{n}+{\tfrac {3}{4}}h_{n},y_{n}+{\tfrac {3}{4}}h_{n}k_{2})\\y_{n+1}&=y_{n}+{\tfrac {2}{9}}h_{n}k_{1}+{\tfrac {1}{3}}h_{n}k_{2}+{\tfrac {4}{9}}h_{n}k_{3}\\k_{4}&=f(t_{n}+h_{n},y_{n+1})\\z_{n+1}&=y_{n}+{\tfrac {7}{24}}h_{n}k_{1}+{\tfrac {1}{4}}h_{n}k_{2}+{\tfrac {1}{3}}h_{n}k_{3}+{\tfrac {1}{8}}h_{n}k_{4}.\end{aligned}}}